# Koretište
Koretište en serbe latin et Koretishtë/Koretisht en albanais (en serbe cyrillique : Коретиште) est une localité du Kosovo située dans la commune/municipalité de Gjilan/Gnjilane, district de Gjilan/Gnjilane (Kosovo) ou district de Kosovo-Pomoravlje (Serbie). Selon le recensement kosovar de 2011, elle compte 530 habitants.
Selon le découpage administratif du Kosovo, le village est rattaché à la commune/municipalité de Novobërdë/Novo Brdo, dans le district de Pristina.

## Histoire
Sur le territoire du village se trouve le site de Gračanica, dont les vestiges remontent aux IIIe-Ve siècles ; mentionné par l'Académie serbe des sciences et des arts, il est inscrit sur la liste des monuments culturels du Kosovo.

## Démographie

### Évolution historique de la population dans la localité
| 1948 | 1953 | 1961  | 1971  | 1981  | 1991  | 2011 |
| ---- | ---- | ----- | ----- | ----- | ----- | ---- |
| 896  | 941  | 1 144 | 1 240 | 1 198 | 1 225 | 530  |

|  |

### Répartition de la population par nationalités (2011)
En 2011, les Serbes représentaient 88,68 % de la population et les Albanais 11,32 %.